# Pavel Romanovič Popovič
Pavel Romanovič Popovič (in russo Павел Романович Попович?, in ucraino Павло Романович Попович?, Pavlo Romanovyč Popovyč; Uzyn, 5 ottobre 1930 – Gurzuf, 29 settembre 2009) è stato un cosmonauta sovietico, dal 1992 russo, che partecipò al primo volo di gruppo nello spazio.

## Biografia
Popovič fu studente dell'istituto militare di ufficiali istruttori di volo di Groznyj e dell'accademia dell'aeronautica militare sovietica di Monino.
Venne selezionato quale cosmonauta il 7 marzo 1960 con il primo gruppo scelto.
Il 12 agosto 1962 venne lanciato a bordo della capsula spaziale Vostok 4 per il primo volo di gruppo di due navicelle spaziali equipaggiate.
Infatti solo un giorno prima era avvenuto il lancio della Vostok 3, equipaggiata dal cosmonauta Nikolaev alla quale Popovič si avvicinò fino a 6,5 chilometri.
Tale manovra, che consentì il collegamento diretto via radio tra le due navicelle spaziali, comunque non può essere considerata come manovra rendezvous in quanto fu frutto di precisi calcoli di traiettoria e non azione di pilotaggio eseguita dai cosmonauti.
Quale comandante di una navicella spaziale scelse il nomignolo di Berkut, "aquila reale", per i collegamenti via radio.
Dopo 70 ore e 57 minuti di missioni, il 15 agosto 1962 la Vostok 4 atterrò senza problemi.
La seconda e contemporaneamente ultima missione nello spazio di Popovič venne lanciata il 3 luglio 1974.
Fu comandante della stazione spaziale Saljut 3 che raggiunse a bordo della navicella Sojuz 14 assieme al cosmonauta Jurij Petrovič Artjuchin che formava l'equipaggio di questa missione. Il 19 luglio 1974, dopo ben 377 ore e 30 minuti di volo, avvenne l'atterraggio sicuro.
Popovič lascio l'Agenzia spaziale russa il 26 gennaio 1982 diventando nel 1989 direttore di un istituto che si occupa dell'esplorazione delle risorse minerali e di ottenimento di energia fossile nella sua sede di Mosca.
Si congedò dal servizio militare attivo nel 1993.
È deceduto a Gurzuf nel 2009 pochi giorni prima del suo settantanovesimo compleanno.

## Vita privata
Sposò Marina Popovič, conosciuta come Madame MiG per il suo lavoro di pilota collaudatrice con la quale ebbe due figlie, Natal'ja (nata nel 1956) e Oksana (nata nel 1968), entrambe laureate presso l'Istituto statale di Mosca per le relazioni internazionali.

## Riconoscimenti
Gli è stato dedicato un asteroide, 8444 Popovich .